# Jaafar Abdul Karim
Jaafar Abdul Karim (* 1981 in Monrovia, Liberia) ist ein deutscher Journalist und TV-Moderator. Er lebt in Berlin.

## Leben
Abdul Karim wurde in Monrovia, der Hauptstadt Liberias, geboren, wuchs jedoch im Libanon (dem Herkunftsland seiner Eltern) und in der Schweiz auf und zog 2001 nach Deutschland. Er studierte Medieninformatik an der TU Dresden und am Institut National des Sciences Appliquées in Lyon und absolvierte einen Regiekurs an der London Film Academy.

## Tätigkeit als Journalist
Abdul Karim war als Redakteur und Videojournalist für die Talkshow Jugend ohne Grenzen bei der Deutschen Welle tätig, für die er zwischen Kairo und Berlin pendelte und an beiden Standorten aktuelle Reportagen für die Sendung produzierte.
Er ist seit 2011 Moderator der Talkshow Shababtalk im arabischen Programm der Deutschen Welle. Die Sendung erreicht weltweit über 8,5 Millionen Zuschauer. Nach Ausstrahlung einer Sendung zur Lage der Frauen im Sudan, in der eine 28-jährige Frau lautstark die Unterdrückung und Schikanierung von Frauen in Nordafrika kritisierte, kam es im September 2018 zu Hassbotschaften, Boykottaufrufen und offenen Gewaltandrohungen.
Im September 2015 erweiterte Abdul Karim seine Tätigkeit für das Fernsehen um verschiedene Onlineprojekte, darunter eine dreisprachige Kolumne für Zeit Online (Jaafar, shu fi?) sowie seit Oktober 2015 Jaafars Videoblog bei Spiegel Online.
Am 19. Oktober 2015 reiste Abdul Karim nach Dresden, um über die dort stattfindenden Demonstrationen der islamfeindlichen Pegida-Bewegung zu berichten. Während des Versuchs, Meinungen der Demonstranten einzusammeln, wurde Abdul Karim zunächst angeschrien und später im Nacken geschlagen. Die Polizei hat den Täter nicht ermitteln können.
Seit Juni 2016 moderiert Abdul Karim zudem das Kulturmagazin Stilbruch im RBB, für das er im September 2016 bei der Reportage Geflüchtet und Angekommen? das Leben syrischer Flüchtlinge, die in Berlin als Künstler tätig sind, begleitete. Im Dezember 2016 erschien erstmals auf ZDFneo die zweiteilige Dokumentation Wie sexistisch sind wir?, in der Abdul Karim zusammen mit Dunja Hayali die Formen und Ursprünge des Sexismus thematisiert. Die Dokumentation wurde in der Zeit nach den Vorfällen der Silvesternacht in Köln produziert. Im Zuge der Flüchtlingskrise wurde Abdul Karims Arbeit als zweisprachiger Journalist besonders hervorgehoben. Dabei wird er oft als Vermittler zwischen Akteuren in Politik und Gesellschaft und den Flüchtlingen selbst beschrieben. Er ist häufig zu Gast bei Talksendungen und Magazinen zu Themen rund um die Arabische Welt (u. a. Günther Jauch, Phoenix Runde, Volle Kanne und Stern TV). Am 14. Oktober 2016 moderierte Abdul Karim das Expertengespräch des damaligen Bundespräsidenten Joachim Gauck zum Thema Integration und Radikalisierungsprävention. Abdul Karims journalistischer Ansatz zeichnet sich dadurch aus, dass er auch bei einem polarisierenden Thema die Menschen diskutieren lässt. Diese Herangehensweise wurde unter anderem als Begründung für die Auszeichnung als Journalist des Jahres 2016 in der Kategorie „Reporter“ des Magazins Medium genannt.

## Publikationen
- Fremde oder Freunde? Was die junge arabische Community denkt, fühlt und bewegt Rowohlt, Reinbek bei Hamburg 2018, ISBN 978-3-499-63390-4.

## Ehrungen und Auszeichnungen
- 2012: Top-10-Platzierung bei der Wahl zum Journalisten des Jahres der Fachzeitschrift Medium Magazin.[7]
- 2016: Journalist des Jahres in der Kategorie „Reporter“, Medium Magazin[8]